# Centre de Vela Internacional de Tsingtao
El Centre de Vela Internacional de Tsingtao és una instal·lació esportiva per a la pràctica de vela a la ciutat costanera de Tsingtao (La Xina) on se celebraren les competicions de vela dels Jocs Olímpics de 2008.
Compta en total amb una superfície de 45 hectàrees, dos terços de les quals foren dedicats a les competicions. A terra es troben els edificis d'administració, el centre de premsa, el centre de logística, el centre d'atletes i les graderies. Al costat del mar hi ha dos dics esculleres i el moll principal.
Està ubicat al Port Esportiu Internacional de Tsingtao, badia de Fushan, al sud de la ciutat xinesa.